# Gesern
Gesern ist ein Weiler der Gemeinde Langen bei Bregenz im Bezirk Bregenz in Vorarlberg.
Der kleine Weiler befindet sich auf dem südwestlichen Ausläufer des Hirschberges und wird von der Langener Straße durchquert. Von dieser zweigt im Ort eine Fahrstraße ab, die hinauf nach Stehlen und bis zum Geserberg führt. Unterhalb des Ortes fließt die Bregenzer Ach auf den Bodensee zu, in den sie danach einfließt.
Bekannt ist der Weiler für die Tradition des Funkenabbrennens; dabei wird in der Fastnacht im Ort ein großes Feuer entfacht.